# Young Folks
"Young Folks" é um single lançado em 2006 pela banda sueca Peter Björn and John, que contou com a participação de Victoria Bergsman como vocalista convidada.